# Lindackeria stipulata
Lindackeria stipulata är en tvåhjärtbladig växtart som först beskrevs av Daniel Oliver, och fick sitt nu gällande namn av Milne-redh. och Sleum.. Lindackeria stipulata ingår i släktet Lindackeria och familjen Achariaceae. Inga underarter finns listade i Catalogue of Life.